# Słowenia w Konkursie Piosenki Eurowizji Junior
Słowenia zadebiutowała w Konkursie Piosenki Eurowizji Junior w 2014. Od debiutu konkursem w kraju zajmował się słoweński nadawca publiczny Radiotelevizija Slovenija (RTVSLO).
Najlepszym wynikiem Słowenii jest trzecie miejsce zajęte przez Linę Kuduzović z piosenką „Prva ljubezen” w 2015.

## Historia Słowenii w Konkursie Piosenki Eurowizji Junior

### Konkurs Piosenki Eurowizji Junior 2014
19 sierpnia 2014 roku Vladislav Yakovlev za pośrednictwem Twittera potwierdził debiut w 12. Konkursie Piosenki Eurowizji Junior. Reprezentanta wybrano metodą wewnętrznej selekcji. 16 września 2014 roku ogłoszono, że na reprezentantkę została wybrana 12 letnia Ula Ložar z piosenką „Nisi sam”. 15 listopada 2014 wystąpiła dziewiąta w kolejności startowej i zajęła 12. miejsce zdobywszy 29 punktów.

### Konkurs Piosenki Eurowizji Junior 2015
W 2015 roku wyjawiono, że za preselekcje posłuży program Mini EMA 2015. Preselekcje składały się z dwóch półfinałów i finału. W Mini EMA rywalizowało sześciu artystów, po trzy piosenki w każdym półfinale. Trzyosobowe jury w każdej rundzie półfinałowej wybierało piosenkę, która przechodziła do finału. Zwycięzcę w finale wyłoniło się za pośrednictwem teległosowania. W finale preselekcji wzięło udział sześcioro uczestników: Janina Klenovšek („Sonce v ogledalu”), Jaka i Maks („Full of Energy”), Leni („Prva ljubezen”), Rebeka Satler („S tabo [Let You Go]”) oraz Tina Vinter („Brez okov”). Największą liczbę głosów zdobyła Lina Kuduzović z utworem „Prva ljubezen (First Love)”. 21 listopada 2015 roku wystąpiła trzecia w kolejności startowej konkursu i zajęła w nim trzecie miejsce zdobywszy 112 punktów, w tym 77 punktów od jury (4. miejsce) i 98 od widzów (3. miejsce).

### Konkurs Piosenki Eurowizji Junior 2016–2023: Brak udziału
24 maja 2016 roku słoweński nadawca Radiotelevizija Slovenija (RTVSLO) poinformował, że wycofuje się z udziału. Powodem takiej decyzji była zmiana regulaminu konkursu przez EBU, jednak nadawca nie sprecyzował, które zmiany zasad wpłynęły na jego decyzję o wycofaniu się z konkursu. 9 czerwca 2019 roku nadawca ogłosił, że nie powróci do udziału w 17. Konkursie Piosenki Eurowizji Junior z powodu kosztów uczestnictwa. 24 maja 2022 roku słoweński nadawca Radiotelevizija Slovenija (RTVSLO) wyjawił, że rozważa powrót do udziału w konkursie po 7 latach. Pare dni później poinformowano, że nadawca nie weźmie udziału w 20. Konkursie Piosenki Eurowizji Junior ponieważ konkurs „nie znajduje się w jego programowym planie produkcji”.

## Uczestnictwo
Słowenia uczestniczyła w Konkursie Piosenki Eurowizji Junior w 2014 i 2015 roku. Poniższa tabela uwzględnia nazwiska wszystkich słoweńskich reprezentantów, tytuły konkursowych piosenek oraz wyniki w poszczególnych latach.
| Rok  | Artysta        | Piosenka                     | Język                | Miejsce | Punkty |
| ---- | -------------- | ---------------------------- | -------------------- | ------- | ------ |
| 2014 | Ula Ložar      | „Nisi sam (Your Light)”      | słoweński, angielski | 12      | 29     |
| 2015 | Lina Kuduzović | „Prva ljubezen (First Love)” | słoweński, angielski | 3       | 112    |

Legenda:
     1. miejsce
     2. miejsce
     3. miejsce

## Historia głosowania w finale (2014–2015)
Poniższe tabele pokazują, którym krajom Słowenia przyznawała w finale konkursu punkty oraz od których państw słoweński reprezentant otrzymywał noty.
| Lp. | Kraj                             | Punkty |
| --- | -------------------------------- | ------ |
| 1.  | Malta · Armenia                  | 18     |
| 2.  | Rosja                            | 13     |
| 3.  | Włochy · Serbia                  | 12     |
| 4.  | Bułgaria                         | 11     |
| 5.  | Albania                          | 8      |
| 6.  | Holandia · Czarnogóra · Białoruś | 5      |

| Lp. | Kraj                            | Punkty |
| --- | ------------------------------- | ------ |
| 1.  | Holandia · Armenia              | 12     |
| 2.  | Białoruś                        | 11     |
| 3.  | Serbia · Ukraina · Rosja        | 8      |
| 4.  | Włochy                          | 7      |
| 5.  | Australia · Bułgaria · Irlandia | 6      |
| 6.  | Gruzja                          | 5      |

## Komentatorzy i sekretarze
Spis poniżej przedstawia wszystkich słoweńskich komentatorów konkursu oraz krajowych sekretarzy podających punkty w finale.
| Komentatorzy i sekretarze ze Słowenii              | Komentatorzy i sekretarze ze Słowenii | Komentatorzy i sekretarze ze Słowenii | Komentatorzy i sekretarze ze Słowenii |
| Rok                                                | Komentator                            | Sekretarz                             | Źr.                                   |
| -------------------------------------------------- | ------------------------------------- | ------------------------------------- | ------------------------------------- |
| 2014                                               | Bernarda Žarn                         | Gal Fajon                             | [ 17 ]                                |
| 2015                                               | Andrej Hofer                          | Nikola Petek                          | [ 18 ]                                |
| 2016                                               | Andrej Hofer                          | Kraj nie brał udziału w konkursie     | [ 19 ]                                |
| Brak reprezentanta i transmisji w latach 2017–2024 |                                       |                                       |                                       |